# 영목

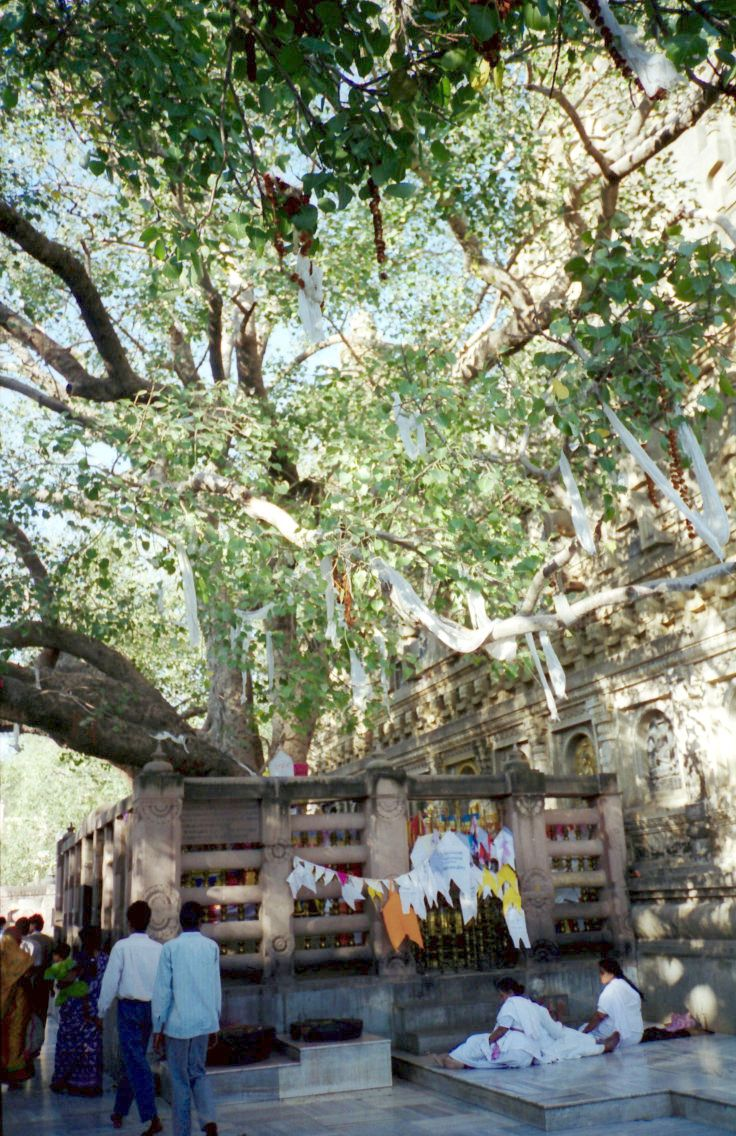
부다가야의 고타마 붓다의 보리수

영목(靈木, sacred tree)이란 종교적 숭배의 대상이 된 나무이다. 나무는 전 세계의 여러 신화와 종교에 걸쳐 중요한 역할을 해 왔으며, 시대가 거듭될수록 깊고 신령한 의미가 부여되었다. 인간들은 나무의 성장과 죽음의 과정, 겨울이 되면 잎이 지고 봄에 다시 잎이 돋는 것을 보면서 강렬한 죽음과 재생의 이미지를 느끼게 되었다.

## 같이 보기
- 강